# Mir Teymur Yaqubov
Mir Teymur Mir Ələkbər oğlu Yaqubov (ur. 6 listopada 1904 w Baku, zm. 13 lutego 1970 tamże) – radziecki i azerbejdżański polityk, generał porucznik, funkcjonariusz bezpieczeństwa państwowego ZSRR, przewodniczący Rady Najwyższej Azerbejdżańskiej SRR w latach 1938–1941, I sekretarz KC Komunistycznej Partii Azerbejdżanu w latach 1953–1954.

## Życiorys
W latach 1920–1925 starszy kontroler administracji komunalnej Rady Bakijskiej, 1925–1928 sekretarz odpowiedzialny wydziału organizacyjnego tej rady, następnie ukończył studia na Wydziale Badań Gruntu Moskiewskiego Instytutu Geodezyjnego i Sowchozowy Naukowo-Badawczy Instytut Akademii Nauk Rolniczych im. Lenina, od 1927 w WKP(b). W latach 1933–1934 prorektor i kierownik katedry Azerbejdżańskiej Wyższej Komunistycznej Szkoły Gospodarstwa Wiejskiego (1936 ponownie jej pracownik), 1934–1936 instruktor wydziału rolnego KC Komunistycznej Partii (bolszewików) Azerbejdżanu, 1936-1938 I sekretarz KC Komsomołu Azerbejdżańskiej SRR, od 1938 III sekretarz KC KP(b)A. Od 18 lipca 1938 do 7 kwietnia 1941 przewodniczący Rady Najwyższej Azerbejdżańskiej SRR. Od marca 1940 do marca 1941 kierownik Wydziału Propagandy i Agitacji KC KP(b)A i sekretarz KC tej partii, od 6 marca 1941 do 25 maja 1950 ludowy komisarz spraw wewnętrznych/minister spraw wewnętrznych Azerbejdżańskiej SRR, od 29 marca 1941 w stopniu starszego majora bezpieczeństwa państwowego, od 14 lutego 1943 komisarza bezpieczeństwa państwowego, od 14 grudnia 1944 komisarza bezpieczeństwa państwowego III rangi, a od 9 lipca 1945 generała porucznika. Od czerwca 1950 do kwietnia 1952 II sekretarz KC KP(b)A, 1952–1953 I sekretarz obwodowego komitetu partyjnego w Baku. Od 6 kwietnia 1953 do 12 lutego 1954 I sekretarz KC Komunistycznej Partii Azerbejdżanu. Od 14 października 1952 do 14 lutego 1956 członek Centralnej Komisji Rewizyjnej KPZR. Deputowany do Rady Najwyższej ZSRR 2 i 3 kadencji. W latach 1954–1957 dyrektor fabryki konserw, 28 sierpnia 1956 wydalony z KPZR.

## Odznaczenia
- Order Lenina (27 kwietnia 1940)
- Order Czerwonego Sztandaru (dwukrotnie - 1943 i 1949)
- Order Czerwonej Gwiazdy (28 listopada 1941)
- Order Czerwonego Sztandaru Pracy (25 lutego 1946)